# Centro trasmittente del Campo dei Fiori

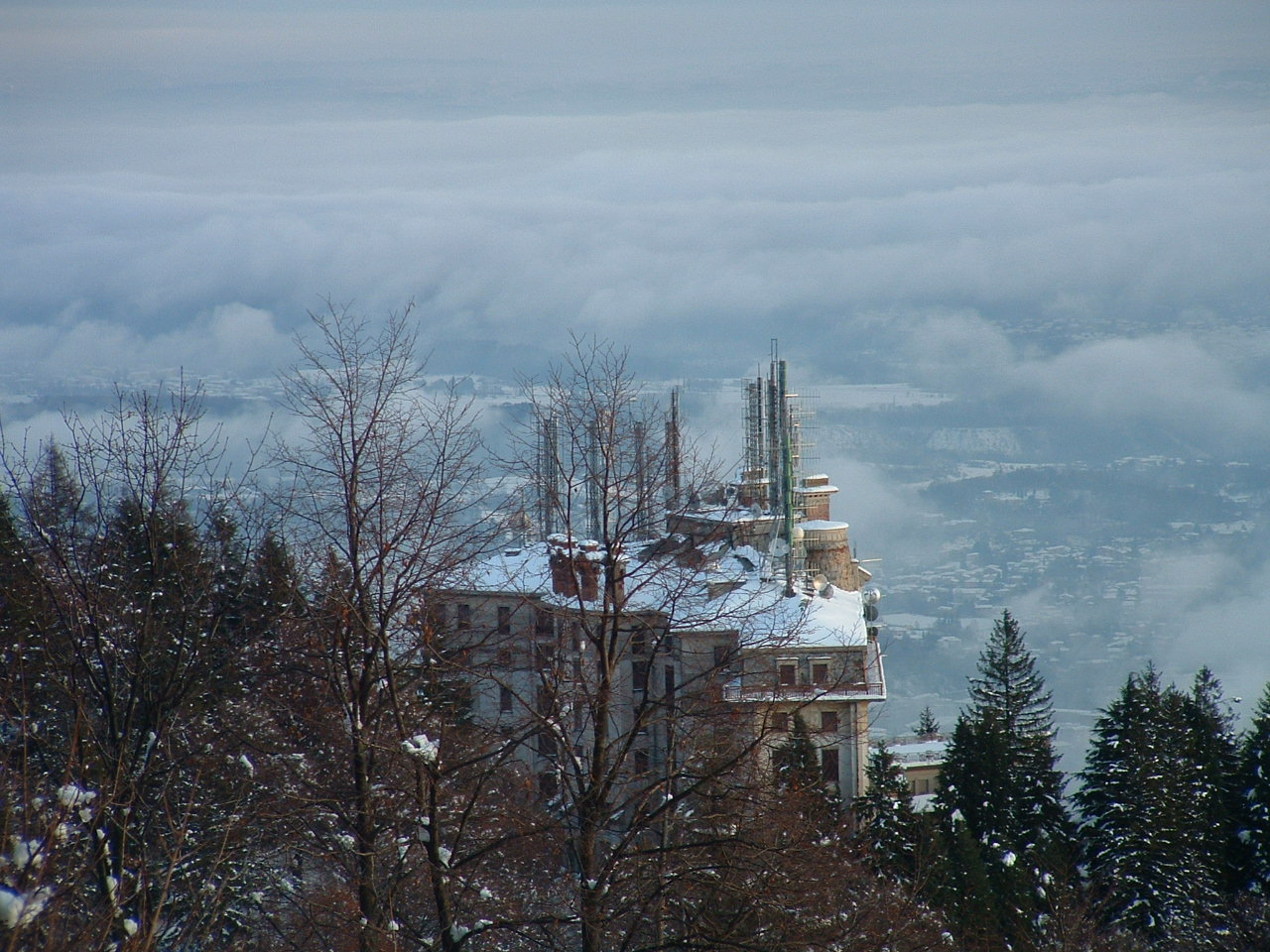
Le antenne poste sul tetto dell'albergo riprese in inverno.

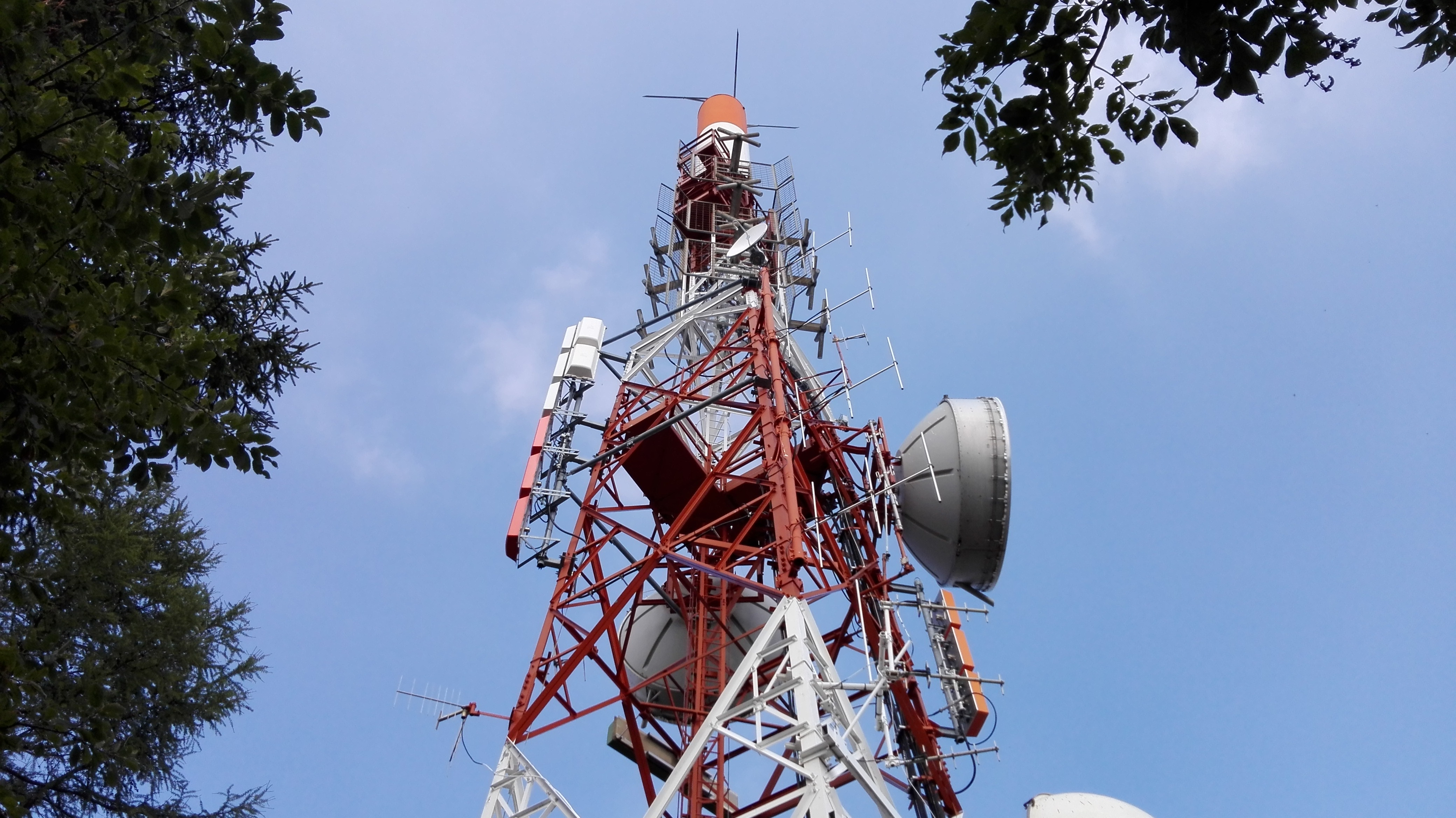
Postazione Rai Way situata sulla Punta di Mezzo

Il centro trasmittente del Campo dei Fiori è una delle postazioni radio-televisive più importanti della provincia di Varese ed è situato sull’omonimo massiccio montuoso che fa parte della sezione delle Prealpi luganesi poste a Nord Ovest della città di Varese.
Sul tetto sono attualmente installate e operative da anni anche antenne di operatori telefonici e internet con accesso wireless che coprono una buona fetta della provincia di Varese.

## Storia
Sin dalla metà degli anni cinquanta l'esigenza di installare antenne e trasmettitori ad uso civile fece guardare verso le cime del monte Campo dei Fiori, un monte tra l'altro attorniato da sole valli e che, senza aver vicino nessun'altra montagna, offriva un ottimo punto per la radiocomunicazione. 
Dagli anni sessanta, l'allora sola RAI s'interessò alla Punta di Mezzo e negli anni ottanta un gruppo di imprenditori varesini acquistò il Grande Albergo Campo dei Fiori (già chiuso ed abbandonato dal 1968) per utilizzarne l'ampio tetto come basamento per i trasmettitori delle televisioni private. 
Altre installazioni private avvennero negli stessi anni sulla Punta Paradiso mentre le installazioni militari del Monte Tre Croci risalgono a tempi più remoti.
Il centro trasmittente è suddiviso in quattro parti:
- la cima più alta denominata anche Punta di Mezzo che si trova a 1227 m.s.l.m.[2] e dove è installata la torre che ospita i ripetitori RAI e dove sono installati altri trasmettitori di altre TV private
- sul tetto del Grande Albergo Campo dei Fiori che si trova sul Monte Tre Croci a 1033 m s.l.m. vi sono installati i trasmettitori di Mediaset, Persidera, Cairo Due e altre Televisioni private. L'albergo Campo dei Fiori ospita inoltre una moltitudine di trasmettitori di radio private ,di reti cellulari, ISP e telecomunicazioni via radio
- la Punta Paradiso che si trova a 1226 m.s.l.m dove sono installati altri ripetitori di Mediaset e Cairo Due e dove sorge anche la ben conosciuta “Cittadella delle Scienze della Natura” dell'Osservatorio astronomico G.V. Schiaparelli
- infine il Monte Tre Croci che si trova a 1111 m s.l.m.[2] dov’è installata la stazione di rilevamento dei fulmini e diversi ripetitori militari

## Copertura
La copertura dell'intero centro di trasmissione si estende verso i quattro punti cardinali raggiungendo la parte sud (Busto Arsizio e Gallarate) e la parte nord della provincia di Varese (le valli Valganna, Vacuvia, Valtravaglia e fino a lambire la città di Luino), parte delle provincie di Verbania e Novara ad ovest ed infine verso est una parte della provincia di Como.